# Turnera weddelliana
Turnera weddelliana är en passionsblomsväxtart som beskrevs av Urban och Rolfe. Turnera weddelliana ingår i släktet Turnera och familjen passionsblomsväxter. Inga underarter finns listade i Catalogue of Life.